# 魏騏驎
魏騏驎（?—?），彭城郡（郡治彭城县，今江苏省徐州市）人，隋末民变彭城起义领袖。
隋炀帝大业十一年（615年）十月丁卯，彭城魏騏驎起兵反隋朝，有众万余人，进攻鲁都（郡治瑕丘县，今山东省济宁市兖州区）。魏騏驎占据单父（今山东省单县），董纯进击，将其击破。董纯战虽胜，而变民日多，有人污蔑董纯怯懦；隋炀帝怒，锁拿董纯至东都，诛杀。